# Mihla
Mihla – dzielnica miasta Amt Creuzburg w Niemczech, w kraju związkowym Turyngia, w powiecie Wartburg, we wspólnocie administracyjnej Hainich-Werratal. Do 30 grudnia 2019 samodzielna gmina.

## Współpraca
Miejscowość partnerska:
- Otterbach, Nadrenia-Palatynat